# 250 Bettina
250 Bettina è un asteroide della fascia principale del diametro medio di circa 79,75 km. Scoperto nel 1885, presenta un'orbita caratterizzata da un semiasse maggiore pari a 3,1498870 UA e da un'eccentricità di 0,1282415, inclinata di 12,81329° rispetto all'eclittica.
Il suo nome è dedicato alla baronessa Bettina von Rothschild, moglie del banchiere austriaco Albert Salomon von Rothschild, il quale comprò i diritti di battesimo per 50 £.